# Тевриз (аэропорт)
Тевриз — бывший гражданский аэропорт Омск Тевриз Центральный в посёлке городского типа Тевриз Омской области, в 271 км севернее границы города Омска. В середине 1990-х годов аэропорт был призван аварийным; старый аэропорт снесли в 2002 году.
Последние годы перед сносом взлётно-посадочной полосой пользовались пилоты омской федерации сверхлёгкой и лёгкой авиации, лесоохранных предприятий и МЧС. После того, как земля перешла к администрации Тевризского муниципального образования, было принято решение разрушить посадочную полосу; щебень, из которого она состояла, пустили на ремонт дорог в посёлке Теври.
С прекращением работ стал заброшенным зданием. По состоянию на 2013 год не эксплуатируется, территория практически заброшена.
В 2003 году в 3 км западнее Тевриза было начато строительство нового аэропорта. До конца его не довели, в 2008 году строительство заморозили в связи строительством Омского метрополитена в 2016 году Губернатор Омской области Виктор Назаров сообщил, что аэропорт достраивать не станут.